# José de Camargo Barros
José de Camargo Barros (Indaiatuba, 24 aprile 1858 – Capo Palos, 4 agosto 1906) è stato un vescovo cattolico brasiliano, primo vescovo di Curitiba, dodicesimo vescovo di San Paolo.

## Biografia
Era figlio di João Batista de Camargo Barros e di Gertrudes de Assunção Camargo.

### Studi
Compì i suoi primi studi nelle scuole di Itu e Sorocaba. Nel 1875 fu ammesso al collegio gesuita San Luigi di Itu, da dove fu indirizzato al seminario episcopale di San Paolo nel 1877.

### Presbiterato
Fu ordinato sacerdote l'11 marzo 1883, nella cappella del seminario, dal vescovo Lino Deodato Rodrigues de Carvalho. Grande predicatore, le sue omelie avevano molta risonanza nella popolazione cittadina. Per quattro anni fu professore del locale seminario, come maestro di disciplina. Successivamente fu nominato parroco della matrice di Santa Ifigenia.
Scrittore e giornalista, fondò il settimanale "O Lidador", il "Boletim Eclesiástico", il "Mensageiro de Santo Antônio", "O Cruzeiro do Sul", "A Sineta de Deus" e "A Estrela".

### Episcopato
Il 16 aprile 1894 papa Leone XIII lo designò come primo vescovo di Curitiba.
Fu consacrato vescovo il 24 giugno 1894, nella cappella del Pontificio Collegio Pio Latino Americano di Roma, dal cardinale Lucido Maria Parocchi, coconsacranti i vescovi Joaquim Arcoverde de Albuquerque Cavalcanti ed Eduardo Duarte e Silva.
Fece il suo ingresso solenne nella cattedrale di Curitiba il 30 settembre 1894.
Organizzò la nuova diocesi creando parrocchie, cappelle, scuole e confraternite. Chiamò religiosi dalla Società del Verbo Divino e religiose dalle Congregazioni dei santi Angeli, della Divina Provvidenza e le Suore di San Giuseppe di Chambery.
Il 9 novembre 1903 papa Pio X lo nominò dodicesimo vescovo di San Paolo, succedendo a Antonio Candido Alvarenga. Prese possesso della diocesi e fece il suo ingresso solenne in cattedrale il 24 aprile 1904.
Nel 1904 incoronò la statua di Nostra Signora di Aparecida con una corona donata dalla principessa Isabella. Preoccupato dalla formazione del clero, riorganizzò il seminario episcopale separandolo dal collegio diocesano, al quale affluivano alunni non destinati alla carriera ecclesiastica.
Realizzò il seminario minore a Pirapora do Bom Jesus, riorganizzò le parrocchie e la catechesi, favorì ritiri spirituali per il clero. Riorganizzò la Confederazione delle Associazioni Cattoliche, creata da Joaquim Arcoverde. Convocò il II Congresso Diocesano, che si svolse dal 28 settembre al 2 ottobre 1905, quando fu creata l'associazione della Buona Stampa.

### Morte
Morì all'età di 48 anni nel naufragio della nave Sirio, avvenuto al largo di Capo Palos a Cartagena (Spagna), rientrando in Brasile da Roma dopo la visita ad limina a papa Pio X.
Il suo corpo non fu mai ritrovato. Gli fu dedicato un cenotafio nella cripta della cattedrale di San Paolo.

## Stemma e motto
All'interno dello stemma è presente:
- In alto centralmente (punto d'onore A) una colomba bianca con le ali spiegate su sfondo blu che rappresenta il manto di Maria e il firmamento celeste mentre la colomba simboleggia lo Spirito Santo che ispira e consiglia i vescovi.
- In basso a sinistra (canton destro della punta) un libro aperto con sopra una spada su sfondo rosso che rappresenta la forza e l'ardore della carità che deve muovere il vescovo.
- In basso a destra (canton sinistro della punta) un albero verde con le radici tolto da terra che rappresenta le origini nobili e la speranza (colore verde).

Sopra queste parti si trova una croce color oro, la mitria e il pastorale. Il motto scritto sotto lo stemma è «Venio in nomine domine» ovvero «Vengo nel nome del Signore».

## Genealogia episcopale
La genealogia episcopale è:
- Cardinale Scipione Rebiba
- Cardinale Giulio Antonio Santori
- Cardinale Girolamo Bernerio, O.P.
- Arcivescovo Galeazzo Sanvitale
- Cardinale Ludovico Ludovisi
- Cardinale Luigi Caetani
- Cardinale Ulderico Carpegna
- Cardinale Paluzzo Paluzzi Altieri degli Albertoni
- Papa Benedetto XIII
- Papa Benedetto XIV
- Papa Clemente XIII
- Cardinale Marcantonio Colonna
- Cardinale Giacinto Sigismondo Gerdil, B.
- Cardinale Giulio Maria della Somaglia
- Cardinale Carlo Odescalchi, S.I.
- Cardinale Costantino Patrizi Naro
- Cardinale Lucido Maria Parocchi
- Vescovo Josè de Camargo Barros